# Coppa di Andalusia 1915-1916
La Coppa di Andalusia 1915-1916 (in spagnolo Campeonato regional de Andalucía 1915-1916) è stata la prima edizione del trofeo calcistico organizzato da FRS e RFEF per determinare la partecipante alla Copa del Rey per il Sud.

## Storia
In realtà si disputarono il trofeo solo quattro squadre dell'Andalusia, mentre per l'Estremadura, le Canarie e il Nord Africa non partecipò alcuna formazione. Ogni provincia poteva esprimere solo una formazione, così nelle province di Cadice e Siviglia si disputarono delle partite di qualificazione, che premiarono l'Español FC (vittorioso sul Club Deportivo) e il Siviglia (che si impose sul Real Betis). Le altre partecipanti furono il Málaga FC e il Recreativo de Huelva; semifinali e finali si disputarono al campo del Mercantil di Siviglia.
Il trofeo fu conquistato dall'Español FC di Cadice; i vincitori non si iscrissero, tuttavia, alla Coppa del Re 1916.

## Qualificazioni
| Cadice 5 dicembre 1915                                                                          | Español FC Cadice | 4 – 0 | Club Deportivo Cádiz | Campo del Tiro |
| \| \| \| \| \| Antonio Cañadas, Rafael Cañadas, Antonio Cañadas e Pasquín[2] \| Marcatori \| \| |                   |       |                      |                |
|                                                                                                 |                   |       |                      |                |
| Antonio Cañadas, Rafael Cañadas, Antonio Cañadas e Pasquín                                      | Marcatori         |       |                      |                |

| Siviglia 1915 | Siviglia | – | Real Betis | Campo del Mercantil |

## Semifinali
| Arbitro: | Herbert Jones |

|                        |           |  |
| Barzanallana e Arrabal | Marcatori |  |

| Siviglia 1916 | Siviglia | 2 – 1 | Recreativo Huelva | Campo del Mercantil |

## Finale
| Arbitro: | Alexander Millar |

|                  |           |                                     |
| st Spencer (1-0) | Marcatori | st Arrabal (1-1), 98' Pasquín (1-2) |